# Посуш'є (футбольний клуб)
Посуш'є (хорв. Nogometni klub Posušje) — професійний боснійський футбольний клуб із міста Посуш'є (Західногерцеговинський кантон).

## Історія
Клуб засновано 1950 році під назвою «Зідар». З 1963 року клуб називався «Боксит», сучасна назва з 1990-х років.
Домашня арена клубу «Мокрі Долац» (в перекладжі означає Мокра Долина) вміщує 8,000 глядачів.
У 1999 та 2000 роках хорватська етнічна команда двічі здобувала перемогу в етнічній хорватській лізі Боснії того часу.
У сезоні 2017–18 «Посуш'є» став переможцем південної групи Другої ліги Боснії і Герцеговини та поступився у плей-оф підвищення.
За підсумками сезону 2020–21 клуб перейшов до Прем'єр-ліги.

## Досягнення
- Перша футбольна ліга Федерації Боснії і Герцеговини:

Переможець (1): 2020–21
- Кубок Боснії і Герцеговини:
  - Півфіналіст (2): 2000–01, 2007–08

## Відомі тренери
- Івиця Калинич (2000–2001)
- Іван Каталинич (1 червня 2008 – 31 грудня 2008)